# Bart Mesotten
Bart Mesotten (Diepenbeek, 19 maart 1923 – Averbode, 23 november 2012) was een norbertijn, classicus, theoloog, dichter en promotor in het Nederlandse taalgebied van de Japanse Haikoe (of Haiku).

## Levensloop
Geboren als Jozef Renier Lodewijk Mesotten, was hij de tweede zoon van kleermaker Paul Mesotten en van Elise Claesen. Zijn muzikaal talent werd vroeg ontdekt en hij mocht als tienjarige al kerkdiensten op het orgel begeleiden.
Hij doorliep de klassieke humaniora aan het Sint-Jozefscollege in Hasselt. Hij werd voorzitter van de Diepenbeekse afdeling van de "Katholieke Vlaamsche Studentenbond". 
In 1942 trad hij in bij de norbertijnen in de abdij van Averbode. Hij kreeg de kloosternaam Barnabas, later gemoderniseerd tot Bart. In 1948 werd hij tot priester gewijd
Hij studeerde van 1947 tot 1950 in Rome, waar hij een licentie in de theologie behaalde aan de Pauselijke Universiteit Gregoriana. Zijn proefschrift droeg als titel Jezus' vriend. Een onderzoek naar de pedagogische waarde van de vriendschap tussen Jezus en Sint-Jan. In 1950 vervolgde hij met studies klassieke filologie aan de KU Leuven. Zijn licentiaatsverhandeling ging over Klaudios' Ptolemaios' Tetrabiblos - met een appendix over de goddelijkheid van de hemellichamen in de antieke filosofie.  De verhandeling van Claudius Ptolemaeus (tweede eeuw) was in het Westen eeuwenlang het toonaangevende werk over astrologie. 
Mesotten werd leraar aan het Sint-Michielscollege in Brasschaat, waar hij overtuigend jongeren inwijdde in de schoonheid van taal en letterkunde. Tot zijn leerlingen behoorde o.a. professor Hugo Brems, later een voornaam poëziecriticus geworden. 
In 1969 werd Mesotten rector in Overijse bij de zusters van Overijse-Mechelen. Deze nieuwe taak gaf hem ruimschoots de gelegenheid te lezen, te studeren en na te denken. In 2005 verhuisde hij met de zusters naar Berlaar. In 2010 keerde hij permanent naar zijn abdij terug.
In 1998 vierde hij zijn gouden en in september 2008 zijn diamanten priesterjubileum.

## Poëzie
Mesotten publiceerde al vroeg gedichten in het tijdschrift Nieuwe Stemmen. 
Een eerste bundel verscheen in 1951 onder de titel Voor ingewijden. 
In 1955 publiceerde hij een tweede bundel onder de titel Madrigalen.                                        
In 1968 werden de poëzieanalyses van Mesotten, samen met een aantal essays, gebundeld onder de titel: De overkant van het gedicht.  
Hij publiceerde ook rouwpoëzie:
- Gezegend die nacht (1981), bij het overlijden van zijn vader,
- De tweede navelstreng breekt (1990), bij het overlijden van zijn moeder.

In 2010 publiceerde hij bij Halewijn een lijvig verzamelwerk, Als Jij roept in de morgen - 200 religieuze gedichten ontbolsterd.

## Journalist
Tijdens de wereldtentoonstelling Expo 58 verzorgde Mesotten een reeks uitzendingen van de schoolradio op het toenmalige NIR over de poëzie bij vreemde volkeren, later gebundeld als: Poëzie ter lange omvaart. Hierin wijdde hij voor het eerst deskundige aandacht aan de haikoe, die na 1970 een grote rol zou gaan spelen in zijn schrijverschap en in zijn leven. 
Na 1970 nam hij in het weekblad Knack de religieuze rubriek op zich. Daarin besprak hij nieuwe boeken en stromingen in de post-conciliaire theologie en Kerk, uitgaande van het idee dat de algemene cultuur van de gemiddelde Vlaming er was op vooruitgegaan, maar dat zijn kennis van geloof en religie geen gelijke tred had gehouden, zodat de vorming van de Vlaamse intelligentsia op dit gebied hem voorkwam als noodzakelijk. 

## Haikoe
Mesotten kreeg vooral bekendheid als haikoedichter en als promotor in het Nederlandse taalgebied van dit Japanse poëziegenre. 
Een vriend, de scheutist Piet Lindmans, had hem uit Japan de vier delen toegestuurd van het Engelstalige standaardwerk over de haikoe van R. H. Blyth. Mesotten zette zich aan het vertalen van heel wat haikoes en begon er zelf ook te schrijven. Hij spande zich ook in om een bepaalde systematiek in de genres te brengen die hij in rubrieken onderbracht: notitie, lyrische notitie, lyriek. 
De haikoe raakte stilaan ingeburgerd in de Nederlandse letterkunde. In 1972 verscheen de uitvoerige bloemlezing met vertalingen door J. van Tooren: Haiku, een jonge maan, en in hetzelfde jaar publiceerde Bart Mesotten Dag haikoe, de eerste Vlaamse bloemlezing met uitsluitend Nederlandstalige haikoes.
Hij publiceerde vervolgens:
- Dag, Pauwoog (1976),
- Dag, licht (1980),
- Een vis die opspringt, haikoe en senrioe (1990),
- Oog in oog (1991)

Hij gaf lijvige verzamelbundels uit met essays, vertalingen, lectuurnotities en nieuwe verzen: 
- Haikoe-boek (1976) — met typografie en layout van Miche Van den Broeck
- Duizend kolibries, haikoe van hier en elders, Sint-joris, Sint-Denijs-Westrem 1993, 432 pp.
- Een verre vogel, tweede haikoe-boek, Pelckmans, Kapellen 1998, 541 pp.
- Boven de wolken, derde haikoe-boek, Pelckmans, Kapellen 2003, 544 pp.

Mesotten was medestichter-voorzitter van het Haikoe-centrum Vlaanderen en nam initiatief voor het oprichten van een gezamenlijk Vlaams-Nederlands tijdschrift, Vuursteen, waarvan hij de eerste vijftien jaar hoofdredacteur was.
De interesse voor de Japanse cultuur leidde Mesotten tot enkele reizen naar het verre Oosten, tot diepgaande studie van literatuur en folklore van Japan en tot samenwerking met professor Willy Vande Walle, Leuvens japanoloog. Uit deze samenwerking ontstonden:
- Geen mosselen op het veld (1989) een vertaling van Japanse spreekwoorden,
- De dag van het slaatje, vertaling van de moderne tankabundel van Tawara Machi.

Voor zijn werk rond haikoes ontving hij in 2000 de prestigieuze 'Masaoka Shiki international Haiku Award' in het Japanse Matsuyama.

## Etymologie
In het weekblad Knack verzorgde hij gedurende enkele jaren een etymologie-rubriek Taal die zeer geprezen werd en die de verre aanzet was voor zijn boek Binnenkijken in woorden - etymologische verkenningen (Pelckmans, 1996, 584 pp.).
Het verhelderen van de wortels van de taal voor een brede groep belangstellenden deed hij, na Knack, in De Bond en in  Kerk en Leven. 
Verder verschenen:
- Rondneuzen in woorden - tweede reeks etymologische verkenningen (Pelckmans, 2000, 621 pp.)
- Van Aalmoes tot Zwitserse garde - Etymologie en betekenis van duizend woorden rond religie, Averbode 2004, 670 pp.
- Valse profeten - Honderden Bijbelse woorden en uitdrukkingen te gast in het Nederlands, Averbode 2007, 644 pp.
- Rari nantes - honderden Griekse en Latijnse gevleugelde uitdrukkingen, afkortingen, voor- en achtervoegsels te gast in het Nederlands, Averbode 2009, 765 pp.

## Andere activiteiten
- Mesotten werkte mee als vertaler aan enkele van de prestigieuze monografieën over Vlaamse Kunst die door het Mercatorfonds werden uitgegeven
- Hij gaf talloze voordrachten
- Hij vertaalde opera's en oratoria met religieuze inslag en werkte als tekstschrijver mee aan allerlei manifestaties.

Tegelijk ontplooide hij vele activiteiten binnen zijn priesterambt. Hij was een begenadigd predikant, die door zijn grondige kennis van de Schrift en de Kerk en door zijn dichterlijke natuur en retorisch talent bij iedere gelegenheid de juiste woorden wist te vinden.

### Bart Mesotten
- Karel HELLEMANS, Bart Mesotten, Limburgse monografieën, 1998.
- Bart Mesotten, in: Alvermenneke, driemaandelijks tijdschrift Diepenbeekse heemkundige kring, eerste kwartaal 1999.
- Overlijdensbericht Bart Mesotten
- Het Belang van Limburg over Bart Mesotten
- Bericht op de webstek Poëziecentrum

### Haikoe
- Geert Verbeke, Schakende Heremieten, Uitg. Empty Sky - ISBN 978-90-8129-180-4
- Bob VERSTRATE, Haiku, Uitg. Luyten, ISBN 90-6416-003-1
- William J. HIGGINSON, Haiku World, Kodanasha Japan. ISBN 4-7700-2090-2
- R. H. BLYTH, Haiku, The Hukoseido Press, ISBN 4-590-00571-9

- Gemeinsame Normdatei: 140731318
- International Standard Name Identifier: 0000 0000 7731 3225
- Library of Congress Control Number: n98001941
- MusicBrainz: 6f58a456-af9f-4226-aea0-9888d83840af
- Nederlandse Thesaurus van Auteursnamen: 072338121
- Système universitaire de documentation: 03579562X
- Virtual International Authority File: 2618330
- WorldCat: E39PBJxRykJymcJHJP9b4JhGpP